# Douglas A-1 Skyraider
De Douglas A-1 Skyraider was een ondersteuningsjager voor de US Navy en kon zowel vanaf een vliegdek als vanaf een startbaan op het land opereren.

## Geschiedenis
Het prototype van de Douglas A-1 Skyraider maakte in maart 1945 zijn eerste vlucht. Het kon een zeer grote wapenlast met zich meevoeren aan externe ophangpunten (zogenaamde hardpoints) onder de romp en de vleugels.
De Skyraider bezat vele bijnamen zoals: Able Dog, Sandy, Spad, Hobo, Firefly, Zorro, Big Gun, Old Faithful, Old Miscellaneous, Fat Face (de AD-5-versie), Guppy (de AD-4W versie), Q-Bird (de AD-1Q/AD-5Q-versies) en Flying Dumptruck (A-1E-versie). Zelfs de Zuid-Vietnamezen gaven het een bijnaam: Crazy Water Buffalo.
Skyraiders werden voor het eerst in actie gebracht tijdens Koreaoorlog. Ondanks dat toen ook de eerste straaljagers in actie waren bezat de Skyraider ten opzichte van deze toestellen een groot voordeel: zijn zware bewapening tegen gronddoelen en de mogelijkheid om veel langer in de lucht te kunnen blijven dan een straaljager.
De A-1-serie werd met groot succes ingezet tijdens de Vietnamoorlog. Hij werd gebruikt voor het verlenen van luchtsteun, verrichtte Forward Air Control taken en opereerde ook in de Search and Rescue rol.
Ook de "Armee de l’Air", de Franse luchtmacht, was tijdens de Algerijnse Oorlog met de AD-6 uitgerust.
Er werden totaal 3200 stuks gebouwd, waarvan er wereldwijd nu ongeveer 20 nog in luchtvaardige staat verkeren. Deze toestellen zijn vaak in pariculiere handen van gepensioneerde voormalige A-1-vliegers.

## Versies
Door de jaren heen werden er diverse varianten van het toestel geproduceerd. De meest voorkomende versie was de AD-1; dit was de oorspronkelijke productieversie met een 2500 Pk R-3350-motor.
De AD-2 was een verbeterde AD-1 met dichte wielkasten en de mogelijkheid tot het meevoeren van veel meer brandstof.
De AD-3 had een opnieuw ontworpen canopy en een grotere propeller.
De AD-4N(ight) was speciaal gebouwd voor nachtacties, had een 2700 Pk R-3350-motor en verdere cockpit- en canopy-aanpassingen.
De AD-4W(arning) was een driepersoons earlywarningversie
De AD-5Q(ueer) was een vierpersoons versie voor elektronische oorlogvoering. Enkele AD-5-varianten konden zelfs twaalf passagiers achter in de romp meevoeren.
De laatst uitgebrachte versie was de AD-6, een eenpersoons aanvalsjager die vooral door het USMC werd gebruikt.
In de jaren ’60 van 20e eeuw werd de AD-letteraanduiding gewijzigd in A-1D t/m A-1J.

## Afbeeldingen

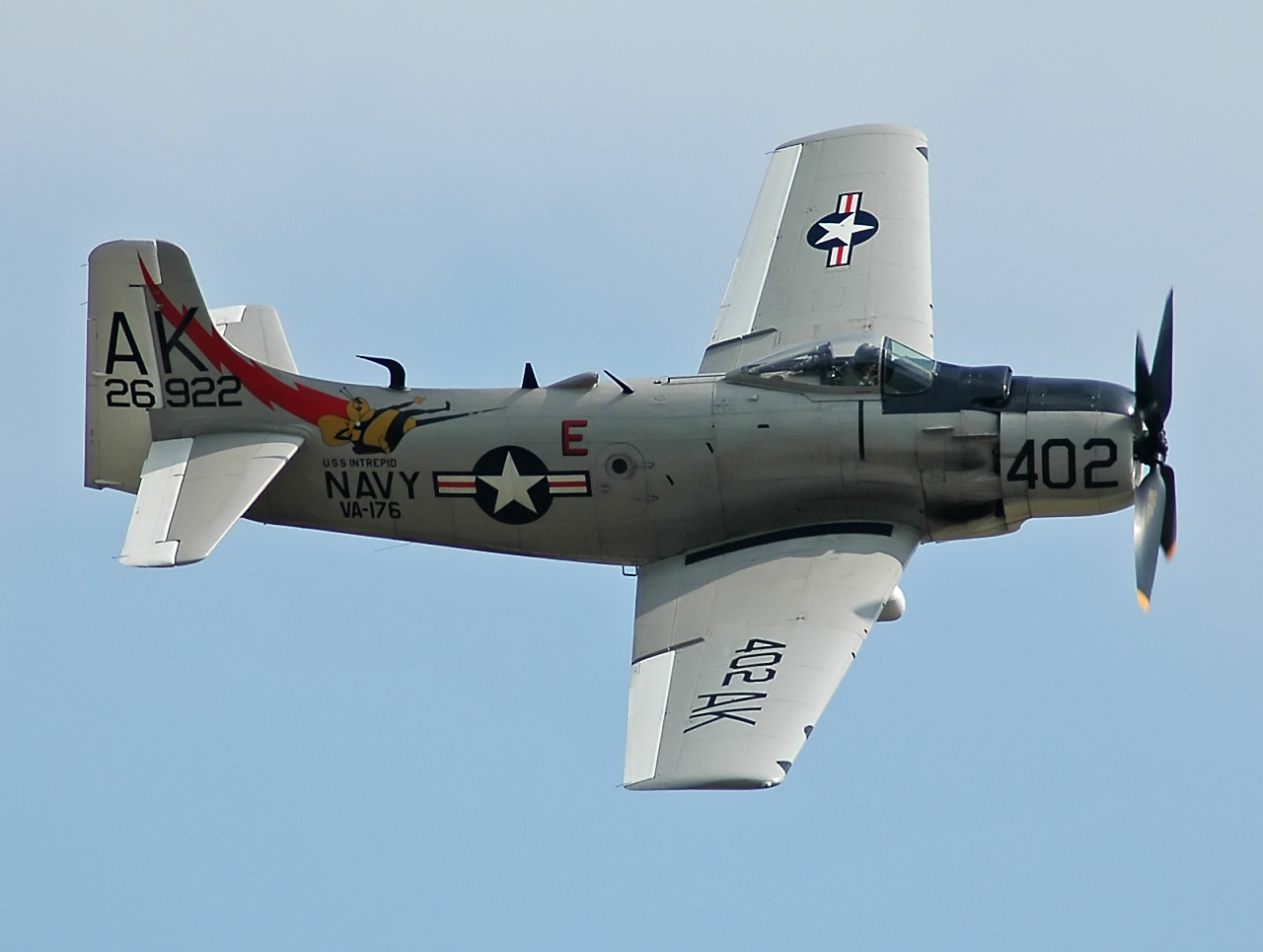
De AD-4N was speciaal aangepast voor nachtacties
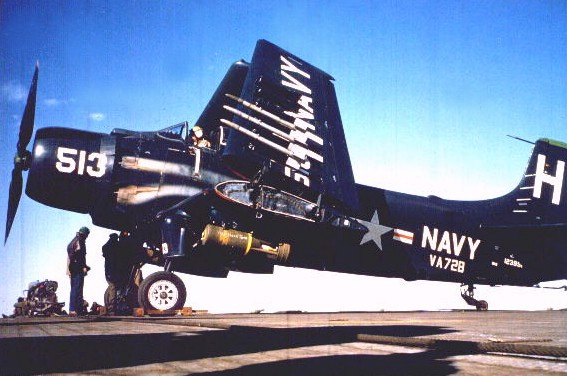
Bij deze AD-4 met opgeklapte vleugels zijn de ophangpunten voor de bewapening goed zichtbaar